# Peter Williams (musicologue)
Pour les articles homonymes, voir Peter Williams.
Peter Williams (14 mai 1937-20 mars 2016) est un musicologue, auteur, claveciniste, organiste et professeur de musique classique anglais. Williams est considéré comme l'un des principaux spécialistes de l'orgue, de la vie et des œuvres de Johann Sebastian Bach . 

## Vie et éducation
Peter Fredric Williams naît à Wolverhampton, en Angleterre, le 14 mai 1937 dans une famille méthodiste. Il obtient un baccalauréat ès arts (1958), un baccalauréat en musique (1959), une maîtrise ès arts (1962) et un doctorat (1963) au St. John's College de Cambridge. Williams devient professeur à l'Université d'Édimbourg en 1962, devenant finalement maître de conférences en 1972, puis professeur dix ans plus tard, où il occupe la première chaire de pratique de la performance au Royaume-Uni. Il est nommé professeur émérite des arts et des sciences à l'Université Duke de Durham, en Caroline du Nord en 1985. Là il est également président du département de musique (1985-1988), organiste universitaire (1985-1990) et directeur du centre d'études supérieures pour la pratique de la performance (1990-1997). Il est professeur à l'Université de Cardiff de 1996 à 2002 et en devient président, puis président du British Institute of Organ Studies de 1996 à 2002. Il est également mécène de la Cambridge Academy of Organ Studies, depuis sa création en 2004. Williams se marie en 1982 et a deux fils, ainsi qu'une fille et un fils d'un précédent mariage.

## Recherche et publications
Williams est un écrivain prolifique sur les lieux de construction et de représentation d'orgue et de clavecin. Il publie son premier écrit majeur, The European Organ, 1450-1850 en 1966, et Figured Bass Accompaniment en 1970. Il publie son travail de définition, les trois volumes de La musique d'orgue de JS Bach aux éditions Cambridge University Press dans les années 1980, puis les révise et les combine dans une deuxième édition en un volume en 2003. C'est ici que Williams suggère que la célèbre Toccata et Fugue en ré mineur, BWV 565, n'était probablement pas écrite pour l'orgue, et peut-être pas par Bach. Il réitère en outre cette déclaration dans un article de 1981 pour la revue Early Music. Il est rédacteur en chef général de 80 volumes de la série Biblioteca Organologica depuis 1966 et rédacteur fondateur de The Organ Yearbook depuis 1969,. 

## Publications
- The European Organ 1450-1850 (Londres, 1966; 2e édition, 1968)
- Figured Bass Accompaniment (2 vol., Edinburgh, 1970; 2e édition, 1972)
- Bach Organ Music (Londres, 1972 ; 2e édition, 1974)
- A New History of the Organ From the Greeks to the Present Day (Londres, 1980)
- The Organ Music of J.S. Bach :
  - 1re édition en 3 volumes (Cambridge University Press, 1980s):
    - BWV 525–598, 802–805, etc. (1980,  (ISBN 0521217237)
    - BWV 599–771, etc. (1980,  (ISBN 0521317002)
    - A Background (1984,  (ISBN 0521379784)

  - 2e édition des deux premiers tomes en un volume (Cambridge University Press, 2003,  (ISBN 0521891159)
- (éditeur) : Bach, Handel and Scarlatti; Tercentenary Essays (Cambridge, 1985)
- Playing the Works of Bach (New York, 1986)
- The Organ (Londres et New York, 1988)
- (Avec L. Todd, éditeur) : Mozart: Perspectives in Performance (Cambridge, 1991)
- The Organ in Western Culture 750-1250 (Cambridge, 1993)
- The King of Instruments or, How Do Churches Come to Have Organs? (Londres, 1993)
- The Chromatic Fourth During Four Centuries of Music (Oxford University Press, 1997)
- The Goldberg Variations (Cambridge University Press, 2001)
- The Life of Bach (Cambridge University Press, 2004)[1]
- J.S. Bach. A Life in Music (Cambridge University Press, 2007)
- Bach. A Musical Biography (Cambridge University Press, 2016)
- (en) Peter Williams, « Tasto solo  », dans Grove Music Online, Oxford University Press, 2001.